# Liste der Normen für das Strassen- und Verkehrswesen in der Schweiz
Diese Liste der Normen für das Strassen- und Verkehrswesen beinhaltet (Stand vom Januar 2010) die in der Schweiz gültigen Normen für den Entwurf, Bau und Betrieb von Strassen.

## Leitfäden, Auftragsabwicklung und Strassenverkehrssicherheit (@qvextin)

### Übersichten, Stichwörter, Verzeichnisse
- SN 641 000a Normenwerk des VSS; Dokumentenkategorien, Normen
- SN 641 002 Gesamtnormenwerk des VSS; 88. Normenlieferung; Inhalt, Umfang und Preise
- SN 641 003 Gesamtnormenwerk des VSS; 88. Normenlieferung; Aktualisierung des gedruckten Teilnormenwerks
- SN 641 004 Normenwerk des VSS; Verzeichnis der Forschungsberichte
- SN 641 005 Normenwerk des VSS; Stichwortverzeichnisse; deutsch–französisch, französisch–deutsch
- SN 641 006 Gesamtnormenwerk des VSS; Thematische Übersicht und vollständige Verzeichnisse aller Bände
- SN 641 007 Gesamtnormenwerk des VSS; Nummerisches Verzeichnis von Schweizer Normen SN samt internationaler Normen EN und ISO sowie Leitfäden VSS
- SN 641 008 Normenwerk des VSS; Nummerisches Verzeichnis internationaler Normen EN und ISO samt Nationaler Elemente
- SN 641 009 Normenwerk des VSS; Nummerisches Verzeichnis internationaler Normen EN und ISO samt Nationaler Elemente, geordnet nach Technical Committees TC

### Auftragsabwicklung
- SN 641 500 Gesamtleistungsvertrag für Tiefbauten
- SN 641 505a Baustellen auf Strassen unter Verkehr; Kurze Bauzeiten durch Anreizsysteme
- SN 641 510 Streiterledigung
- SN 641 605 Vergabeverfahren von Ingenieur-Dienstleistungen; Planung, Projektierung und Ausführung von Verkehrsinfrastrukturanlagen
- SN 641 610 Objektspezifische Präqualifikation für die Ausführung von Bauarbeiten; Empfehlung für die Anwendung, inkl. Beilagen 1 und 2
- SN 641 700 Gestaltung der Kostenstruktur für die Realisierung von Verkehrsanlagen

### Strassenverkehrssicherheit
- SN 641 712 Strassenverkehrssicherheit; Sicherheitsaudit für Projekte von Strassenverkehrsanlagen

## Nachhaltigkeit, Planung und methodische Grundlagen

### Nachhaltigkeit
- SN 641 800 Nachhaltigkeitsbeurteilung von Strasseninfrastrukturprojekten; Grundnorm

### Kosten-Nutzen-Analysen im Strassenverkehr
- SN 641 820 Kosten-Nutzen-Analysen im Strassenverkehr; Grundnorm
- SN 641 821 Kosten-Nutzen-Analysen im Strassenverkehr; Diskontsatz
- SN 641 822a Kosten-Nutzen-Analysen im Strassenverkehr; Zeitkosten im Personenverkehr
- SN 641 823 Kosten-Nutzen-Analysen im Strassenverkehr; Zeitkosten im Güterverkehr
- SN 641 824 Kosten-Nutzen-Analysen im Strassenverkehr; Unfallraten und Unfallkostensätze
- SN 641 825 Kosten-Nutzen-Analysen im Strassenverkehr; Bewertung und Abschätzung der Zuverlässigkeit
- SN 641 826 Kosten-Nutzen-Analysen im Strassenverkehr; Kosten des betrieblichen Unterhalts von Strassen
- SN 641 827 Kosten-Nutzen-Analysen im Strassenverkehr; Betriebskosten von Strassenfahrzeugen
- SN 641 828 Kosten-Nutzen-Analysen im Strassenverkehr; Externe Kosten

### Umwelt
- SN 640 610a Umweltbaubegleitung (UBB), inkl. Anhang 1 bis 4

### Ingenieurbiologie
- SN 640 621 Ingenieurbiologie; Bauweisen, Bautechniken und Ausführung

### Fauna und Verkehr
- SN 640 690a Fauna und Verkehr; Grundnorm
- SN 640 691a Fauna und Verkehr; Planungsverfahren
- SN 640 692 Fauna und Verkehr; Faunaanalysemethoden
- SN 640 693a Fauna und Verkehr; Wildzäune
- SN 640 694 Fauna und Verkehr; Schutzmassnahmen
- SN 640 697a Fauna und Verkehr; Schutz der Amphibien; Grundlagen, inkl. Beilage Amphibienarten der Schweiz gemäss den Beschreibungen in der Broschüre des BUWAL
- SN 640 698 Fauna und Verkehr; Schutz der Amphibien; Projektierung
- SN 640 699 Fauna und Verkehr; Schutz der Amphibien; Schutzmassnahmen
- SN 640 699 (Anhang) Strassen und Entwässerungssysteme; Schutzmassnahmen für Amphibien

### Verkehrserhebungen
- SN 640 000 Verkehrserhebungen; Grundlagen
- SN 640 001 Begriffsvereinheitlichung für Verkehrserhebungen inkl. Begriffskatalog
- SN 640 002 Verkehrserhebungen; Verkehrszählungen
- SN 640 003 Verkehrserhebungen; Verkehrsbefragungen
- SN 640 004 Verkehrserhebungen; Erhebungen beim Parkieren
- SN 640 005a Ganglinientypen und durchschnittlicher täglicher Verkehr (DTV)
- SN 640 015a Verkehrserhebungen; Dokumentation von Verkehrsaufkommen
- SN 640 016a Massgebender Verkehr

### Parkieren und Abstellanlagen, Planung
- SN 640 280 Parkieren; Grundlagen, inkl. Anhang
- SN 640 281 Parkieren; Angebot an Parkfeldern für Personenwagen
- SN 640 282 Parkieren Betrieb und Bewirtschaftung von Parkierungsanlagen
- SN 640 065 2 Leichter Zweiradverkehr; Abstellanlagen, Bedarfsermittlung

### Projektbearbeitung, inkl. Grünräume
- SN 640 026 Projektbearbeitung; Projektstufen
- SN 640 027 Projektbearbeitung; Planungsstudie
- SN 640 028 Projektbearbeitung; Vorprojekt
- SN 640 029 Projektbearbeitung; Definitives Projekt
- SN 640 030 Projektbearbeitung; Ausschreibung
- SN 640 031 Projektbearbeitung; Realisierung
- SN 640 032 Projektbearbeitung; Bewirtschaftung
- SN 641 811 Projektbearbeitung; Wirkungskontrolle
- SN 640 660b Grünräume; Grundlagen
- SN 640 661a Grünräume; Projektbearbeitung

### Projektdarstellung
- SN 640 033 Projektdarstellung; Grundlagen und Anforderungen
- SN 640 034a Darstellung der Projekte; Geotechnische Signaturen, inkl. Beilage Darstellungsbeispiele für Geotechnische Signaturen
- SN 640 035 2 Projektdarstellung; Signale, Markierung

### Absteckung
- SN 640 370 Absteckung

## Verkehrstechnische Grundlagen, Verkehrssicherheit

### Öffentlicher Personenverkehr und Schienengüterverkehr
- SN 671 001 Öffentlicher Personenverkehr und Schienengüterverkehr; Grundnorm und Glossar

### Fussgänger- und Veloverkehr
- SN 640 060 Leichter Zweiradverkehr; Grundlagen
- SN 640 070 Fussgängerverkehr; Grundnorm

### Strassenverkehrsunfälle
- SN 640 006 Auswertung von Strassenverkehrsunfällen; Kopfnorm
- SN 640 007 Strassenverkehrsunfälle; Unfallzahlen, Unfallstatistiken, Unfallkosten
- SN 640 008 Strassenverkehrsunfälle; Analyse von Unfallzahlen, Unfallstatistiken, Vergleiche und Entwicklungen, inkl. Beilage, Beispiele
- SN 640 009a Strassenverkehrsunfälle; Lokalisierung und Rangierung von Unfallschwerpunkten
- SN 640 010 Strassenverkehrsunfälle; Unfallanalysen sowie Kurz-, Gefahren- und Risikoanalysen
- SN 640 010 (Anhang) Strassenverkehrsunfälle; Unfallanalysen sowie Kurz-, Gefahren- und Risikoanalysen, Beispiele

### Leistungsfähigkeit, Verkehrsqualität und Belastbarkeit
- SN 640 017a Leistungsfähigkeit, Verkehrsqualität, Belastbarkeit; Grundlagennorm
- SN 640 018a Leistungsfähigkeit, Verkehrsqualität, Belastbarkeit; Freie Strecke auf Autobahnen
- SN 640 019 Leistungsfähigkeit, Verkehrsqualität, Belastbarkeit; Einfahrten in Hochleistungsstrassen
- SN 640 020 Leistungsfähigkeit, Verkehrsqualität, Belastbarkeit; Hauptverkehrs- und Verbindungsstrassen
- SN 640 022 Leistungsfähigkeit, Verkehrsqualität, Belastbarkeit; Knoten ohne Lichtsignalanlage
- SN 640 023a Leistungsfähigkeit, Verkehrsqualität, Belastbarkeit; Knoten mit Lichtsignalanlagen
- SN 640 024a Leistungsfähigkeit, Verkehrsqualität, Belastbarkeit; Knoten mit Kreisverkehr

### Grundlagen der Projektierung Strassentypen
- SN 640 039 Projektierung, Grundlagen; Einführung in die Normen über die Projektierung der Linienführung
- SN 640 040b Projektierung, Grundlagen; Strassentypen
- SN 640 041 Projektierung, Grundlagen; Strassentyp: Hochleistungsstrassen
- SN 640 042 Projektierung, Grundlagen; Strassentyp: Hauptverkehrsstrassen
- SN 640 043 Projektierung, Grundlagen; Strassentyp: Verbindungsstrassen
- SN 640 044 Projektierung, Grundlagen; Strassentyp: Sammelstrassen
- SN 640 045 Projektierung, Grundlagen; Strassentyp: Erschliessungsstrassen

### Ungebundener Oberbau
- SN 640 741 Verkehrsflächen mit ungebundenem Oberbau; Grundnorm

## Entwurf von Verkehrsanlagen, 1. Teil

### Querschnitt
- SN 640 200a Geometrisches Normalprofil; Allgemeine Grundsätze, Begriffe und Elemente
- SN 640 201 Geometrisches Normalprofil; Grundabmessungen und Lichtraumprofil der Verkehrsteilnehmer, inkl. Anhänge 1 und 2
- SN 640 202 4 Geometrisches Normalprofil; Erarbeitung

### Linienführung
- SN 640 080b Projektierung, Grundlagen; Geschwindigkeit als Projektierungselement
- SN 640 090b Projektierung, Grundlagen; Sichtweiten
- SN 640 100a Linienführung; Elemente der horizontalen Linienführung
- SN 640 105b Verbreiterung der Fahrbahn in Kurven
- SN 640 110 Linienführung; Elemente der vertikalen Linienführung
- SN 640 120 Linienführung; Quergefälle in Geraden und Kurven, Quergefällsänderung
- SN 640 135 Linienführung; Mittelstreifenüberfahrten
- SN 640 138b Linienführung; Zusatzstreifen in Steigungen und Gefällen
- SN 640 140 Linienführung; Optische Anforderungen

### Entwurf und Gestaltung des Verkehrsraums
- SN 640 210 Entwurf des Strassenraumes; Vorgehen für die Entwicklung von Gestaltungs- und Betriebskonzepten
- SN 640 211 Entwurf des Strassenraumes; Grundlagen
- SN 640 212 Entwurf des Strassenraumes; Gestaltungselemente
- SN 640 213 Entwurf des Strassenraumes; Verkehrsberuhigungselemente
- SN 640 214 Entwurf des Strassenraums; Farbliche Gestaltung von Strassenoberflächen
- SN 640 215 Entwurf des Strassenraums; Mehrzweckstreifen
- SN 640 039-1 Strassenprojektierung; Unterhaltsfreundliche Gestaltung von Strassenanlagen
- SN 640 302b Strasse und Gleiskörper; Terminologie

### Anlagen des öffentlichen Verkehrs
- SN 671 250b Lärmschutzwände bei Eisenbahnen; Projektierung und Ausführung, inkl. Anhänge 1…3
- SN 671 256a Vorfabrizierte Perronkanten; Anforderungen an Projektierung, Fertigung und Einbau
- SN 671 260 Unterirdische Querungen und Parallelführungen von Leitungen mit Gleisanlagen

### Kombinierte Anlagen des öffentlichen und individuellen Verkehrs
- SN 640 064 Führung des leichten Zweiradverkehrs auf Strassen mit öffentlichem Verkehr
- SN 640 880 Bushaltestellen
- SN 671 510 Höhengleiche Kreuzung Schiene – Strasse; Signalisation und Betrieb
- SN 671 511 Höhengleiche Kreuzung Schiene – Strasse; Bau
- SN 671 520 Schiene – Strasse Parallelführung und Annäherung; Abstand und Schutzmassnahmen

### Anlagen des Fussgänger- und Veloverkehrs
- SN 640 238 Fussgänger- und leichter Zweiradverkehr; Rampen, Treppen und Treppenwege
- SN 640 240 Querungen für den Fussgängerund leichten Zweiradverkehr; Grundlagen
- SN 640 241 Fussgängerverkehr; Fussgängerstreifen
- SN 640 246 Querungen für den Fussgängerund leichten Zweiradverkehr; Unterführungen
- SN 640 247 Querungen für den Fussgängerund leichten Zweiradverkehr; Überführungen

### Nebenanlagen
- SN 640 650a Rastplätze; Bauliche Gestaltung, Ausrüstung und Unterhalt der Rastplätze
- SN 640 882 Tankstellen; Anzeige der Treibstoffmarke, zusätzliche Anzeigen, Kennzeichnung und Beleuchtung
- SN 640 883 Tankstellen; Bauliche Anlagen
- SN 640 884 Verkaufsplätze für fahrende Läden

## Entwurf von Verkehrsanlagen, 2. Teil

### Knoten, Grundstückzufahrten, Kehren, Wendeanlagen
- SN 640 250 Knoten; Grundlagenorm
- SN 640 251 Knoten; Knotenelemente
- SN 640 252 Knoten; Führung des leichten Zweiradverkehrs
- SN 640 261 Knoten; Kreuzungsfreie Knoten
- SN 640 262 Knoten; Knoten in einer Ebene (ohne Kreisverkehr)
- SN 640 263 Knoten; Knoten mit Kreisverkehr
- SN 640 271a Kontrolle der Befahrbarkeit
- SN 640 273 Knoten; Sichtverhältnisse
- SN 640 050 Grundstückzufahrten
- SN 640 052 Wendeanlagen
- SN 640 198a Kurven; Kehren (Wendeplatten)

### Parkieren und Abstellanlagen, Entwurf
- SN 640 291a Parkieren; Anordnung und Geometrie der Parkierungsanlagen
- SN 640 292a Parkieren; Gestaltung und Ausrüstung der Parkierungsanlagen
- SN 640 293 Parkieren; Betrieb
- SN 640 066 Leichter Zweiradverkehr; Abstellanlagen, Geometrie und Ausstattung

### Kunstbauten
- SN 640 383a Stützbauwerke; Konzeption, Projektierung und Ausführung

### Strassenentwässerung
- SN 640 340a Strassenentwässerung; Grundlagen
- SN 640 347 Strassenentwässerung; Belastung von Strassenabwasser
- SN 640 350 Oberflächenentwässerung von Strassen; Regenintensitäten
- SN 640 353 Strassenentwässerung; Abfluss
- SN 640 354 Strassenentwässerung; Entwässerung über das Bankett
- SN 640 355 Drainage; Projektierung
- SN 640 356 Strassenentwässerung; Ablauf, Strassenablauf
- SN 640 357 Strassenentwässerung; Bemessung der Leitungen
- SN 640 360 Strassenentwässerung; Rohrleitungen und Drainagen, Ausführungsvorschriften
- SN 640 360-1 Allgemeine Anforderungen an Bauteile für Renovierung und Reparatur von Abwasserleitungen und -kanälen ausserhalb  von Gebäuden
- SN 640 365-1 Aufsätze und Abdeckungen für Verkehrsflächen – Baugrundsätze, Prüfungen, Kennzeichnung, Güteüberwachung
- SN 640 366a Strassenentwässerung; Aufsätze und Abdeckungen

### Oberbau, Unterbau und Untergrund, Dimensionierung, Frost
- SN 640 312a Erschütterungen; Erschütterungseinwirkungen auf Bauwerke
- SN 640 320a Dimensionierung; Äquivalente Verkehrslast
- SN 640 324 Dimensionierung des Strassenaufbaus; Unterbau und Oberbau

### Deflektionen
- SN 640 330a Deflektionen; Allgemeines

### Ungebundener Oberbau
- SN 640 742 Verkehrsflächen mit ungebundenem Oberbau; Strassen
- SN 640 743 Verkehrsflächen mit ungebundenem Oberbau; Parkplätze

## Bauliche Ausrüstung

### Blendschutz
- SN 640 558-1 Blendschutzzäune für Strassen – Teil 1: Anforderungen und Eigenschaften
- SN 640 558-2 Blendschutzsysteme für Strassen – Teil 2: Prüfverfahren

### Passive Sicherheit
- SN 640 560 Passive Sicherheit im Strassenraum; Grundnorm
- SN 640 561 Passive Sicherheit im Strassenraum; Fahrzeug-Rückhaltesysteme
- SN 640 562 Passive Sicherheit im Strassenraum; Massnahmen in Siedlungsgebieten
- SN 640 567-1 Rückhaltesysteme an Strassen – Teil 1: Terminologie und allgemeine Kriterien für Prüfverfahren
- SN 640 567-2a Rückhaltesysteme an Strassen – Teil 2: Leistungsklassen, Abnahmekriterien für Anprallprüfungen und Prüfverfahren für Schutzeinrichtungen
- SN 640 567-3 Rückhaltesysteme an Strassen – Teil 3: Leistungsklassen, Abnahmekriterien für Anprallprüfungen und Prüfverfahren für Anpralldämpfer
- SN 640 567-4 Rückhaltesysteme an Strassen – Teil 4: Leistungsklassen, Abnahmekriterien für Anprallprüfungen und Prüfverfahren für Anfangs-, End- und Übergangskonstruktionen von Schutzeinrichtungen
- SN 640 567-5-NA Anforderungen Rückhaltesysteme an Strassen – Teil 5: Anforderungen an die Produkte, Konformitätsverfahren und

-bescheinigung für Fahrzeugrückhaltesysteme
- SN 640 568 Geländer
- SN 640 569 Passive Sicherheit von Tragkonstruktionen der Strassenausrüstung
- SN 640 569-1a Passive Sicherheit von Tragkonstruktionen für die Strassenausstattung – Anforderungen und Prüfverfahren

### Lärmschutz
- SN 640 570 Lärmschutz an Strassen; Grundlagen
- SN 640 571-1 Lärmschutzeinrichtungen an Strassen – Prüfverfahren zur Bestimmung der akustischen Eigenschaften – Teil 1: Produktspezifische Merkmale der Schallabsorption
- SN 640 571-2 Lärmschutzeinrichtungen an Strassen – Prüfverfahren zur Bestimmung der akustischen Eigenschaften – Teil 2: Produktspezifische Merkmale der Luftschalldämmung
- SN 640 571-3 Lärmschutzeinrichtungen an Strassen – Prüfverfahren zur Bestimmung der akustischen Eigenschaften – Teil 3: Standardisiertes Verkehrslärmspektrum
- SN 640 571-4 Lärmschutzeinrichtungen an Strassen  – Prüfverfahren zur Bestimmung der akustischen Eigenschaften – Teil 4: Produktspezifische Merkmale – In-situ-Werte der Schallbeugung
- SN 640 571-5 Lärmschutzeinrichtungen an Strassen – Prüfverfahren zur Bestimmung der akustischen Eigenschaften – Teil 5: Produktspezifische Merkmale – In-situ-Werte der Schallreflexion und der Luftschalldämmung
- SN 640 571-6 Lärmschutzeinrichtungen an Strassen – Nichtakustische Eigenschaften – Teil 1: Mechanische Eigenschaften und Anforderungen an die Standsicherheit
- SN 640 571-7 Lärmschutzeinrichtungen an Strassen – Nichtakustische Eigenschaften – Teil 2: Allgemeine Sicherheits- und Umweltanforderungen
- SN 640 572 Lärmschutz an Strassen; Planerische Massnahmen
- SM 640 572-1a Lärmschutzeinrichtungen an Strassen – Vorschriften
- SN 640 573 Lärmschutz an Strassen; Bauliche Massnahmen
- SN 640 573-1 Lärmschutzeinrichtungen an Strassen – Verfahren zur Bewertung der Langzeitwirksamkeit – Teil 1: Akustische Eigenschaften
- SN 640 573-2 Lärmschutzeinrichtungen an Strassen – Verfahren zur Bewertung der Langzeitwirksamkeit – Teil 2: Nichtakustische Eigenschaften
- SN 640 574 Lärmschutz an Strassen; Betriebliche Massnahmen
- SN 640 578 Lärmimmissionen von Parkierungsanlagen; Berechnung der Immissionen, inkl. Anhang Berechnung der Immissionen, Beispiele von Parkierungsanlagen

### Grünräume
- SN 640 671b Bepflanzung, Ausführung; Begrünung, Samenmischungen
- SN 640 672c Bepflanzung, Ausführung; Begrünung, Ausführungsmethoden
- SN 640 673a Bepflanzung; Schotterrasen, Rasengitter- und Rasenverbundsteine
- SN 640 675b Bepflanzung, Ausführung; Bäume und Sträucher, Artenwahl, Pflanzenbeschaffung und Pflanzung
- SN 640 677 Alleebäume; Grundlagen
- SN 640 678a Alleebäume; Baumartenwahl, inkl. Anhang 1 Geschichte, Anhang 2 Pflanzenlisten A und B und Anhang 3 Fotos von

Alleebäumen
- SN 671 560 Unterhalt der Grünflächen an Bahnanlagen; Gräser und Gebüsche

## Verkehrsmanagement

### Verkehrsmanagement
- SN 640 781 Verkehrsmanagement; Begriffssystematik

### Verkehrsbeeinflussung
- SN 640 800 Verkehrsbeeinflussung auf Autobahnen und Autostrassen; Kopfnorm
- SN 640 802 Verkehrsbeeinflussung; Fahrstreifen-Lichtsignal-System (FLS)
- SN 640 804 Verkehrsbeeinflussung auf Autobahnen und Autostrassen; Wechselwegweisung
- SN 640 807 Verkehrsbeeinflussung auf Autobahnen und Autostrassen; Rampenbewirtschaftung, Grundlagen

### Lichtsignalanlagen
- SN 640 832 Lichtsignalanlagen; Kopfnorm
- SN 640 833 Lichtsignalanlagen; Nutzen
- SN 640 834 Lichtsignalanlagen; Phasentrennung
- SN 640 835 Lichtsignalanlagen; Abschätzen der Leistungsfähigkeit
- SN 640 836 Gestaltung der Signalgeber
- SN 640 836-1 Lichtsignalanlagen; Signale für Sehbehinderte
- SN 640 837 Lichtsignalanlagen; Übergangszeiten und Mindestzeiten
- SN 640 838 Lichtsignalanlagen; Zwischenzeiten
- SN 640 839 Lichtsignalanlagen; Berücksichtigung des öffentlichen Verkehrs an Lichtsignalanlagen
- SN 640 840 Lichtsignalanlagen; Koordination in Strassenzügen mit der Methode der Teilpunktreserven
- SN 640 842 Lichtsignalanlagen; Abnahme, Betrieb, Wartung
- SN 640 844-1a-NA Anforderungen Anlagen zur Verkehrssteuerung – Warn- und Sicherheitsleuchten
- SN 640 844-2a-NA Anforderungen Anlagen zur Verkehrssteuerung – Signalleuchten
- SN 640 844-3 Steuergeräte für Lichtsignalanlagen – Funktionale Sicherheitsanforderungen

### Strassenverkehrstelematik
- SN 671 831 Strassenverkehrstelematik; Grundlagenorm
- SN 671 833 Zweckmässigkeitskriterien für Strassenverkehrsinfrastruktureinrichtungen von Strassenverkehrstelematik-Systemen
- SN 671 840 Strassentransport- und Verkehrstelematik (RTTT) – Nahbereichskommunikation Fahrzeug-Bake (DSRC) –  Bitübertragungsschicht für die Frequenz 5,8 GHz
- SN 671 841-4 Strassenverkehrstelematik – Verkehrs- und Reiseinformationen (Traffic and Traveller Information TTI) – TTI-Meldungen über Verkehrsmeldungscodierung – Teil 4: Codierungsprotokoll für Radio Data System – Verkehrsmeldungskanal (RDS-TMC) – RDS-TMC verwendet ALERT Plus mit ALERT C
- SN 671 847-1 Traffic and Traveller Information (TTI) – TTI Messages via Dedicated Short-Range Communication – Part 1: Data Specification – Downlink (Roadside to Vehicle)
- SN 671 848-1 Traffic and Traveller Information (TTI) – TTI Messages via Dedicated Short-Range Communication – Part 2: Data Specification – Uplink (Vehicle to Roadside)
- SN 671 850-1 Geräte zur Parküberwachung von Fahrzeugen – Parkscheinautomaten – Technische und funktionelle Anforderungen
- SN 671 851-1 Public transport – Road vehicles – Dimensional requirements for variable electronic external signs
- SN 671 852-1 Telematik für den Transport und Strassenverkehr – Nahbereichskommunikation Bake-Fahrzeug – Datensicherungsschicht: Kanalzugriff und Verbindungssteuerung
- SN 671 853-1 Strassenverkehrstelematik – Entwerter, welche in Fahrzeugen des öffentlichen Strassenverkehrs installiert sind, ausgenommen Verkaufsautomaten
- SN 671 854 Strassenverkehrstelematik – Nahbereichskommunikation Fahrzeug-Bake (DSRC) – Anwendungsschicht
- SN 671 857-1 Road transport and traffic telematics – DATEX traffic and travel data dictionary (version 3.1a)
- SN 671 858-2 Öffentlicher Verkehr – Planungs- und Steuerungssysteme für Strassenfahrzeuge – Teil 2: WORLDFIP-Spezifikation für die Vernetzung
- SN 671 858-4 Öffentlicher Verkehr – Planungs- und Steuerungssysteme für Strassenfahrzeuge – Teil 4: Allgemeine Anwendungsregeln

für den CANopen-Übertragungsmodus
- SN 671 858-5 Öffentlicher Verkehr – Planungs- und Steuerungssysteme für Strassenfahrzeuge – Teil 5: Festlegungen für CANopen-Verbindungen
- SN 671 860 Strassentransport- und Verkehrstelematik (RTTT) – Nahbereichskommunikation Fahrzeug-Bake (DSRC) – DSRC-Profile für

RTTT-Anwendungen
- SN 671 864-1 Anlagen zur Verkehrssteuerung – Fahrzeug-Detektoren
- SN 671 865-1 Telematik für den Strassenverkehr und -transport – DATEX-Spezifikationen für den Datenaustausch zwischen Verkehrs- und Reiseinformationszentralen (Version 1.2a)
- SN 671 866-1 Strassenverkehrstelematik – Öffentlicher Verkehr – Stationäre nicht-interaktive dynamische Fahrgastinformation
- SN 671 867-1a Telematik für Strassenverkehr und Transport – Automatische Identifikation von Fahrzeugen und Ausrüstungen – Referenzarchitektur und Benennung
- SN 671 867-2 Telematik für den Strassenverkehr und Transport – Automatische Identifizierung von Fahrzeugen und Geräten – Systemspezifikation
- SN 671 867-3 Telematik für den Strassenverkehr und Transport – Automatische Identifizierung von Fahrzeugen und Geräten – Nummerierung und Datenstrukturen
- SN 671 869-1 Strassenverkehrstelematik – Verkehrs- und Reiseinformationen (Traffic and Travel Information TTI) – TTI-Meldungen über Verkehrsmeldungscodierung – Teil 1: Codierungsprotokoll für Radio Data System – Traffic Message Channel (RDS-TMC) auf Basis von ALERT-C
- SN 671 869-2 Strassenverkehrstelematik – Verkehrs- und Reiseinformationen (Traffic and Travel Information TTI) – TTI-Meldungen über Verkehrsmeldungscodierung – Teil 2: Codier-Vorschrift für das Radio Data System – Verkehrsmeldungskanal (RDS-TMC)
- SN 671 869-3 Strassenverkehrstelematik – Verkehrs- und Reiseinformationen (Traffic and Travel Information TTI) – TTI-Meldungen über Verkehrsmeldungscodierung – Teil 3: Ortskodierung für ALERT-C
- SN 671 870-1 Verkehrs- und Reiseinformation VRI – VRI-Meldungen über zelluläre Netzwerke – Teil 1: Allgemeine Spezifikationen
- SN 671 870-2 Verkehrs- und Reiseinformation VRI – VRI-Meldungen über zelluläre Netzwerke – Teil 2: Nummerierung und Meldungskopf des Anwendungsdaten-Protokolls
- SN 671 870-3 Verkehrs- und Reiseinformation VRI – VRI-Meldungen über zelluläre Netzwerke – Teil 3: Grundlegende  Informationselemente
- SN 671 870-4 Verkehrs- und Reiseinformation VRI – VRI-Meldungen über zelluläre Netzwerke – Teil 4: Diensteunabhängige Protokolle
- SN 671 870-5 Verkehrs- und Reiseinformation VRI – VRI-Meldungen über zelluläre Netzwerke – Teil 5: Interne Dienste
- SN 671 870-6 Verkehrs- und Reiseinformation VRI – VRI-Meldungen über zelluläre Netzwerke – Teil 6: Externe Dienste
- SN 671 870-7 Verkehrs- und Reiseinformation VRI – VRI-Meldungen über zelluläre Netzwerke – Teil 7: Leistungsanforderungen für

Positionsbestimmung im Fahrzeug
- SN 671 870-8 Verkehrs- und Reiseinformation VRI – VRI-Meldungen über zelluläre Netzwerke – Teil 8: GSM-spezifische Parameter
- SN 671 871-1 Strassentransport und Verkehrstelematik – Verkehrs- und Reiseinformation – Vorabinformation über mittlere Reichweiten via Nahbereichskommunikation – Allgemeine Anforderungen – Teil 1: Abwärtsgerichtete Informationen
- SN 671 872 Strassenverkehrstelematik – Telematik für den Strassenverkehr und Transport – Elektronische Gebührenerhebung –

Schnittstellenspezifikation für das Clearing zwischen Betreibern
- SN 671 872-1a Strassenverkehrstelematik – Intelligente Transportsysteme – Geographische Dateien – Anforderung an die Daten
- SN 671 874 Strassenverkehrstelematik – Elektronische Gebührenerfassung (EFC) – Anforderungen an die EFC-Schnittstelle für Fahrzeug-Baken-Kommunikation
- SN 671 875-1 Strassenverkehrstelematik – Road Transport and Traffic Telematics (RTTT) – Electronic Fee Collection (EFC) – Test procedures for user and fixed equipment – Part 1: Description of test procedures
- SN 671 875-2 Strassenverkehrstelematik – Telematik für den Transport und Strassenverkehr – Elektronische Abgabenerhebung – Testverfahren für strassen- und fahrzeugseitige Einrichtungen – Teil 2: Test der Übereinstimmung für Anwendungsschnittstellen

der fahrzeugseitigen Einheit
- SN 671 876-1 Telematik für den Transport und Strassenverkehr – Elektronische Gebührenerhebung – Systemarchitektur für fahrzeugbezogene Transport-Dienste
- SN 671 882 Intelligente Transportsysteme – Niedrig- geschwindigkeits-Nachfahrsysteme (LSF) – Anforderungen an Funktionen und Testmethoden
- SN 671 890 Strassenfahrzeuge – Ergonomische Aspekte von Fahrerinformations- und Assistenzsystemen – Grundsätze und Prüfverfahren

des Dialogmanagements
- SN 671 891 Strassenfahrzeuge – Ergonomische Aspekte von Fahrerinformations- und Assistenzsystemen – Anforderungen und Konformitätsverfahren für die Ausgabe auditiver Informationen im Fahrzeug
- SN 671 891-1 Strassenfahrzeuge – Ergonomische Aspekte von Fahrerinformations- und Assistenzsystemen – Verfahren zur Bewertung

der Gebrauchstauglichkeit beim Führen eines Kraftfahrzeuges
- SN 671 892-1 Strassenfahrzeuge – Messung des Blickverhaltens von Fahrern bei Fahrzeugen mit Fahrerinformations- und - assistenzsystemen – Teil 1: Begriffe und Parameter
- SN 671 893a Strassenfahrzeuge – Ergonomische Aspekte von Fahrerinformations- und Assistenzsystemen – Anforderungen und Bewertungsmethoden der visuellen Informationsdarstellung im Fahrzeug
- SN 671 893-1 Strassentransport und Verkehrstelematik – Road transport and traffic telematics – After-theft systems for the recovery of stolen vehicles – Part 1: Reference architecture and terminology
- SN 671 893-2 Strassentransport und Verkehrstelematik – Road transport and traffic telematics – After-theft systems for the recovery of stolen vehicles – Part 2: Common status message elements
- SN 671 893-3 Strassentransport und Verkehrstelematik – Road transport and traffic telematics – After-theft systems for the recovery of stolen vehicles – Part 3: Interface and system requirements for short range communication
- SN 671 893-4 Strassentransport und Verkehrstelematik – Road transport and traffic telematics – After-theft systems for the  recovery of stolen vehicles – Part 4: Interface and system requirements for long range communication
- SN 671 893-5 Strassentransport und Verkehrstelematik – Road transport and traffic telematics – After-theft systems for the recovery of stolen vehicles – Part 5: Messaging interface
- SN 671 894 Strassentransport und Verkehrstelematik – Automatische Identifizierung von Fahrzeugen und Ausrüstungen – Kombinierter

Güterverkehr – Architektur und Benennung
- SN 671 894-2 Automatische Identifizierung von Fahrzeugen und Geräten – Intermodale Warentransporte – Nummerierung und Datenstrukturen
- SN 671 894-3 Automatische Identifizierung von Fahrzeugen und Geräten – Intermodale Warentransporte – Systemparameter
- SN 671 895-1 Strassentransport und Verkehrstelematik – Reise- und Verkehrsinformation (TTI) – TTI über Datenströme der  Transportprotokoll Expertengruppe (TPEG) – Teil 1: Einführung,  Nummerierung und Versionen
- SN 671 895-2 Strassentransport und Verkehrstelematik – Reise- und Verkehrsinformation (TTI) – TTI über Datenströme der Transportprotokoll Expertengruppe (TPEG) – Teil 2: Syntax, Semantik und Rahmenstruktur (SSF)
- SN 671 895-3 Strassentransport und Verkehrstelematik – Reise- und Verkehrsinformation (TTI) – TTI über Datenströme der Transportprotokoll Expertengruppe (TPEG) – Teil 3: Informationsanwendungen für Dienste und Netze (SNI)
- SN 671 895-4 Strassentransport und Verkehrstelematik – Reise- und Verkehrsinformation (TTI) – TTI über Datenströme der Transportprotokoll Expertengruppe (TPEG) – Teil 4: Anwendungen für Strassenverkehrsmeldungen (RTM)
- SN 671 895-5 Strassentransport und Verkehrstelematik – Reise- und Verkehrsinformation (TTI) – TTI über Datenströme der Transportprotokoll Expertengruppe (TPEG) – Teil 5: Informationsanwendungen des Öffentlichen Nahverkehrs
- SN 671 895-6 ANStrassentransport und Verkehrstelematik – Reise- und Verkehrsinformation (TTI) – TTI über Datenströme der Transportprotokoll Expertengruppe (TPEG) – Teil 6: Ortskodierung für Anwendungen (TPEG-Loc)
- SN 671 896-1 Strassentransport und Verkehrstelematik – Reise- und Verkehrsinformation (TTI) – TTI über Datenströme der Transportprotokoll Expertengruppe (TPEG) Erweiterbare Auszeichnungssprache (XML) – Teil 1: Einführung, gemeinsame Datentypen

und TPEGML
- SN 671 896-2 Strassentransport und Verkehrstelematik – Reise- und Verkehrsinformation (TTI) – TTI über Datenströme

der Transportprotokoll Expertengruppe (TPEG) Erweiterbare Auszeichnungssprache (XML) – Teil 2: tpeg-locML
- SN 671 896-3 Strassentransport und Verkehrstelematik – Reise- und Verkehrsinformation (TTI) – TTI über Datenströme der Transportprotokoll Expertengruppe (TPEG) Erweiterbare Auszeichnungssprache (XML) – Teil 3: tpeg-rtmML
- SN 671 896-4 Strassentransport und Verkehrstelematik – Reise- und Verkehrsinformation (TTI) – TTI über Datenströme der  Transportprotokoll Expertengruppe (TPEG) Erweiterbare Auszeichnungssprache (XML) – Teil 4: tpeg-ptiML
- SN 671 921 Strassenverkehrstelematik; Standardisierte Verkehrsinformation
- SN 671 941 Strassenverkehrstelematik; Referenzierung für Verkehrsdaten und Verkehrsinformationen
- SN 671 955 Dynamische Parkleitsysteme; Grundnorm
- SN 671 971 Automatische Kontrollanlagen mit digitaler Bildtechnik im Strassenverkehr; Architektur und Anforderungen
- SN 671 972 Automatische Verkehrszustandserfassung im Strassenverkehr mit digitaler Bildtechnik; Architektur und Anforderungen
- SN 671 973 Automatische Verkehrszustandserfassung im Strassenverkehr mit digitaler Bildtechnik; Qualitätsanforderungen und Testkriterien

## Betriebliche Ausrüstung

### Strassensignale
- SN 640 814b Strassensignale; Anzeige der Fahrstreifen
- SN 640 815 Strassensignale; Vorschriften
- SN 640 817 Signalisation der Haupt- und Nebenstrassen; Wegweiser, Darstellung
- SN 640 820 Signalisation der Autobahnen und Autostrassen; Wegweiser, Darstellung
- SN 640 821 Strassensignale; Nummerntafeln für Europastrassen sowie für Autobahnen und Autostrassen
- SN 640 822 Leiteinrichtungen
- SN 640 823 Signale; Entfernungstafeln
- SN 640 824 Signale; Nummerierung der Anschlüsse und Verzweigungen von Autobahnen und Autostrassen
- SN 640 827 Strassensignale; Touristische Signalisation an Haupt und Nebenstrassen
- SN 640 828 Strassensignale; Hotelwegweiser
- SN 640 829 Strassensignale; Signalisation Langsamverkehr
- SN 640 830 Strassensignale; Schrift

### Signale, Anordnung
- SN 640 845 Signale; Anordnung auf Autobahnen und Autostrassen
- SN 640 846 Signale; Anordnung an Haupt- und Nebenstrassen
- SN 640 847 Signale; Anordnung an Kreisverkehrsplätzen

### Temporäre Signalisation, Leiteinrichtungen
- SN 640 885 Signalisation von Baustellen auf Autobahnen und Autostrassen
- SN 640 885 Baustellen auf Autobahnen und Autostrassen
- SN 640 886 Temporäre Signalisation auf Haupt und Nebenstrassen
- SN 640 886 Temporäre Signalisation auf Haupt und Nebenstrassen

### Markierungen
- SN 640 850 Markierungen; Ausgestaltung und Anwendungsbereiche
- SN 640 851 Besondere Markierungen; Anwendungsbereiche, Formen und Abmessungen
- SN 640 852 Markierungen; Taktil-visuelle Markierungen für blinde und sehbehinderte Fussgänger
- SN 640 853 Markierungen; Unterflurleuchten
- SN 640 854 Markierungen; Anordnung auf Autobahnen und Autostrassen
- SN 640 862 Markierungen; Anwendungsbeispiele für Haupt- und Nebenstrassen
- SN 640 868 Markierungen; Vormarkierungen

### Signale, Materialien
- SN 640 870-1a-NA Anforderungen und Ergänzungen Ortsfeste, vertikale Strassenverkehrszeichen – Teil 1: Verkehrszeichen
- SN 640 870-2 Ortsfeste, vertikale Strassenverkehrszeichen – Teil 2: Innenbeleuchtete Verkehrsleitsäulen TTB
- SN 640 870-3 Ortsfeste, vertikale Strassenverkehrszeichen – Teil 3: Leitpfosten und Retroreflektoren
- SN 640 870-4 Ortsfeste, vertikale Strassenverkehrszeichen – Teil 4: Werkseigene Produktionskontrolle
- SN 640 870-5 Ortsfeste, vertikale Strassenverkehrszeichen – Teil 5: Erstprüfung
- SN 640 871a Strassensignale; Anwendung von retroreflektierenden Folien und Beleuchtung
- SN 640 873-1 Vertikale Verkehrszeichen – Wechselverkehrszeichen – Teil 1: Produktnorm
- SN 640 873-2 Vertikale Verkehrszeichen – Wechselverkehrszeichen – Teil 2: Erstprüfung
- SN 640 873-3 Vertikale Verkehrszeichen – Wechselverkehrszeichen – Teil 3: Werkseigene Produktionskontrolle

### Markierungen, Materialien
- SN 640 877 Markierungen; Lichttechnische Anforderungen
- SN 640 877-5 Strassenmarkierungsmaterialien – Vorgefertigte Markierungen
- SN 640 877-6 Strassenmarkierungsmaterialien – Feldprüfungen
- SN 640 877-7 Strassenmarkierungsmaterialien – Retroreflektierende Markierungsknöpfe – Teil 2: Feldprüfungen
- SN 640 877-8 Strassenmarkierungsmaterialien – Physikalische Eigenschaften
- SN 640 877-9 Strassenmarkierungsmaterialien – Laborverfahren für die Identifikation
- SN 640 877-10 Strassenmarkierungsmaterialien – Verschleisssimulatoren
- SN 640 877-11 Strassenmarkierungsmaterialien – Anforderungen an die werkseigene Produktionskontrolle
- SN 640 877-14 Strassenmarkierungsmaterialien – Premixglasperlen
- SN 640 877-15 Strassenmarkierungsmaterialien – Nachstreumittel – Glasperlen, Griffigkeitsmittel und Nachstreugemische
- SN 640 877A/00 Strassenmarkierungsmaterialien – Qualitätskontrolle – Teil 1: Probenahme an rückgestellter Produktion und Prüfung
- SN 640 877B/00 Strassenmarkierungsmaterialien – Qualitätskontrolle – Teil 2: Anleitung für die Aufstellung von Qualitätsplänen für die Applikation
- SN 640 877C/00 Strassenmarkierungsmaterialien – Qualitätskontrolle – Teil 3: Anforderungen in der Praxis

## Geotechnik und Baustoffe, Ausführung

### Oberbau, Unterbau und Untergrund
- SN 640 407 Baustoffe, Asphalt; Bestimmen der Konformität von Messergebnissen – Bereinigung von Differenzen

### Arbeitssicherheit, Gesundheitsschutz, Umwelt
- SN 670 190 Bituminöse Baustoffe; Sicherheit, Arbeitshygiene, Umwelt

### Oberflächenbehandlungen, Tränkungen, Dünne Asphaltschicht in Kaltbauweise
- EN 12271 Oberflächenbehandlung – Anforderungen
- SN 640 415c Oberflächenbehandlungen, Tränkungen; Konzeption, Anforderungen, Ausführung
- EN 12273 Dünne Asphaltdeckschichten in Kaltbauweise – Anforderungen

### Geokunststoffe, Prüfmethoden
- SN 670702 Geokunststoffe - Probenahme und Vorbereitung der Messproben
- SN 670703-1 Geokunststoffe - Bestimmung der Dicke unter festgelegten Drücken - Teil 1: Einzellagen
- SN 670704 Geokunststoffe - Prüfverfahren zur Bestimmung der flächenbezogenen Masse von Geotextilien und geotextilverwandten Produkten.
- SN 670705 Geotextilien und geotextilverwandte Produkte - Bestimmung der Witterungsbeständigkeit.
- SN 670706 Geotextilien und geotextilverwandte Produkte - Prüfverfahren zur Bestimmung der mikrobiologischen Beständigkeit durch einen Erdeingrabungsversuch.
- SN 670707 Geotextilien und geotextilverwandte Produkte - Allgemeine Prüfverfahren für die Bewertung nach Beständigkeitsprüfungen.
- SN 670709 Geotextilien und geotextilverwandte Produkte - Auswahlprüfverfahren zur Bestimmung der Hydrolysebeständigkeit in Wasser.
- SN 670710-1 Geokunststoffe - Bestimmung der Reibungseigenschaften - Teil 1: Scherkastenversuch
- SN 670710-2 Geokunststoffe - Bestimmung der Reibungseigenschaften - Teil 2: Schiefe-Ebene-Versuche.
- SN 670711a Geokunststoffe - Stempeldurchdrückversuch (CBR-Versuch)

## Quelle
- Normenwerk des VSS bei vss.ch